# Подборонов, Виктор Михайлович
Подборонов Виктор Михайлович (3 января 1936 — 28 декабря 2019, Москва) — российский и советский ученый, микробиолог и эпидемиолог.

## Биография

### Годы учёбы
Родился в 1936 году в с. Васильевка Ставропольского района, Куйбышевской области в многодетной семье. В 1955 году окончил Кузнецкий ветеринарный техникум, факультет «Ветеринария» по специальности ветеринарный фельдшер.
В 1962 году окончил Ульяновский сельскохозяйственный институт по специальности ветеринария. Во время учебы в Ульяновский сельскохозяйственном институте прошел
сертификационный цикл МПФ ППО ММА им.Сеченова.
В 1968 году окончил аспирантуру Центрального института эпидемиологии и микробиологии в Москве. В 1970 году В.М. Подборонову была присвоена ученая степень кандидат биологических наук, а в 1987 году ученая степень доктор биологических наук.
До конца жизни работал в Центральном институте эпидемиологии и микробиологии в Москве и внес значительный  вклад  в  развитие  Российского здравоохранения в выявлении антимикробных свойств иксодоидных клещей в отношении особо опасных заболеваний человека и животных.

### Научная и практическая деятельность
С 1986 г. - ведущий научный сотрудник Центрального института эпидемиологии и микробиологии в Москве. Деятельность В.М. Подборонова в лаборатории переносчиков инфекций была связана главным образом с изучением неспецифических защитных факторов клещей. Работая над этой проблемой, которая была поставлена П.А. Петрищевой и И.М. Гроховской, В.М. Подборонову удалось впервые выделить фермент лизоцим от различных видов клещей, изучить его биологическую активность и физикохимические свойства, кроме того он изучил роль гемоцитов в иммунитете клещей, процессы Л-трансформации бактерий под влиянием организма клещей, трансфазовую и трансовариальную передачу возбудителей болезней. Эти материалы были обобщены в его докторской диссертации «Защитные механизмы иксодоидных клещей». М.-1986.- 352 с. Этот труд был признан ВАК СССР лучшей докторской диссертацией года по специальности «Паразитология и микробиология».
В.М. Подборонов опубликовал 10 монографий и 8 методических пособий. Монографии: «Защитные механизмы клещей и их прокормителей: паразитохозяинные взаимоотношения» (Ашхабад, Ылым , 1991); «Лизоцим и другие антибактериальные факторы паразитических членистоногих и их воздействие на патогенные микроорганизмы» (Москва, Нефть и газ , 1993 г.- 291 с.). «Возбудители болезней человека, животных и клещи» (М. из-во Медицина, 2004.- 224 с.). «Бактерии сальмонеллы и сальмонеллёзы». М.212.- !36 с. Изд .второе переработанное и дополненное».. – М.-2015 .- 169 с. Эпидемиология Учебно–методическое пособие для студентов , обучающихся по специальности 31.05.01 Лечебное дело по дисциплине «Эпидемиология». Авторское свидетельство № 1028334, 1983 г. « Способ активации лизоцима, выделенного из клещей» и Авторское свидетельство № 7879998, 1980. « Устройство для кормления и заражения кровососущих насекомых и клещей № 745454, 1987 г. Все внедрены в практику здравоохранения.
Умер 28 декабря 2019 года в Москве.

## Награды
- Награжден знаком Изобретатель СССР
- Удостоен почетного звания Заслуженный деятель науки и награжден «Звездой ученого» (2007)
- Звезда Вернадского 1-й степени (2007)
- Медаль Гиппократа (2010)